# Memorial de los Mártires de la Deportación
El memorial de los Mártires de la Deportación es un monumento parisino dedicado a la memoria del conjunto más de 200.000 deportados de la Francia de Vichy a los campos de concentración nazis durante la Segunda Guerra Mundial. Se encuentra situado en la Île de la Cité en París. Su arquitectura contribuye a evocar el sufrimiento de aquellos que fueron deportados y a incitar al visitante a la reflexión y a la meditación.
Este memorial recibe la categoría de Monumento histórico de Francia desde el 23 de noviembre de 2007.

## Ubicación e historia
Situado en el IV Distrito de París, en el extremo este de la île de la Cité en junto a la plaza de l'Île-de-France, el memorial fue construido a iniciativa de la asociación de supervivientes franceses "Réseau du Souvenir" que lo donó al estado el 29 de febrero de 1964.
El proyecto, obra del arquitecto, profesor, escritor y urbanista Georges-Henri Pingusson, fue inaugurado el en 1962 por el general de Gaulle, entonces presidente de la República Francesa. El año de su inauguración en un folleto editado por la Réseau du Souvenir el memorial aparecía descrito como una cripta "vaciada en isla sagrada, cuna de nuestra nación, que encarna el alma de Francia - un lugar donde su espíritu habita".

## Descripción
Para el visitante que se acerca, el monumento recuerda enseguida a una especie de búnker de piedra blanquecina. Se ingresa al monumento bajando una escalera relativamente estrecha y empinada con escalones irregulares. Toda la construcción está hecha de hormigón cubierto con un revestimiento martillado donde se integra grava traída de distintas regiones de Francia, el conjunto da la impresión de ser piedra natural en bruto.
El patio triangular se abre hacia el río por una tronera horizontal obstruida por una reja de barras angulares. El visitante está casi al nivel del Sena y las únicas vistas al exterior son a través de la tronera hacia el agua del río o verticalmente hacia el cielo por donde pasan las nubes. Desde el patio, esto contribuye a crear una sensación extraña en la que el visitante está como fuera del mundo, el cual sigue su curso inexorable.
Desde el patio triangular, una cripta con pasillos estrechos y poco iluminados se despliega hacia el interior del monumento. Un largo corredor protegido por una rejilla metálica tiene en sus paredes 200.000 cilindros de vidrio que simbolizan las innumerables víctimas de la deportación a los campos nazis, a la entrada de este pasillo se encuentra una tumba que contiene los restos mortales de un deportado desconocido, muerto en el campo de concentración de Struthof-Natzweiler y trasladado al memorial el 10 de abril de 1962.
A derecha y a izquierda dos habitáculos contienen, colocadas dentro de unos nichos triangulares, unas urnas que contienen tierra proveniente de los diferentes campos y cenizas recogidas en los hornos crematorios. Sobre los muros se encuentran inscritos extractos de poemas y citas de Robert Desnos, Paul Éluard, Louis Aragon, Jean Bruller, Antoine de Saint-Exupéry, Jean-Augustin Maydieu y Jean-Paul Sartre.

## Restauración y reorganización
La restauración del monumento, finalizada en 2015, resolvió en la integración de redes e iluminación, compatible con el minimalismo y la simplicidad del lugar. Se restauraron la superficies hormigonadas y los colores de las decoraciones. Los caminos, deliberadamente difíciles a fin evocar el sufrimiento de los deportados, se han mantenido, a la vez que se han adaptado a las necesidades de las personas con movilidad reducida.

## Visitas y actos
Este memorial es de libre acceso, bajo la supervisión de un vigilante, todos los días excepto los lunes. Cada último domingo de abril acoge una ceremonia como parte de la jornada nacional de recuerdo de la deportación (Francia).